# Paula Kania-Choduń
Paula Maria Kania-Choduń (Sosnowiec, nascida em 6 de novembro de 1992) é uma ex-tenista profissional polonesa. Conquistou um título de duplas no circuito WTA. No ITF, venceu cinco de simples e quatorze de duplas. Seu melhor ranking é em duplas: o 58º lugar, em 2 de maio de 2016.
Anunciou aposentadoria em 28 de dezembro de 2022. Seu último jogo foi em novembro do mesmo ano, pelo ITF da Brastislava, quando chegou às semifinais de duplas.

## Vida pessoal
Em junho de 2020, Paula casou-se com Paweł Choduń e mudou seu nome para Paula Kania-Choduń. A cerimônia ocorreu em Krapkowice.
Profissionalmente, o novo nome apareceu em chaves do circuito WTA no WTA de Lyon de 2021. Seu última participação como solteira foi no WTA 125K de Praga de 2020.

## Finais

### Circuito WTA

#### Duplas: 6 (1 título, 5 vices)
| Status                | V–D                   | Torneio                                           | Categoria                        | Parceira            | Adversárias                           | Resultado         |
| Data                  | Data                  | Cidade/país                                       | Piso                             | Parceira            | Adversárias                           | Resultado         |
| --------------------- | --------------------- | ------------------------------------------------- | -------------------------------- | ------------------- | ------------------------------------- | ----------------- |
| Vice (1–5) Abr 2016   | Vice (1–5) Abr 2016   | J&T Banka Prague Open Praga, República Tcheca     | WTA International saibro         | María Irigoyen      | Margarita Gasparyan Andrea Hlaváčková | 4–6, 2–6          |
| Vice (1–4) Set 2015   | Vice (1–4) Set 2015   | Coupe Banque Nationale Quebec, Canadá             | WTA International duro (coberto) | María Irigoyen      | Barbora Krejčíková An-Sophie Mestach  | 6–4, 3–6, [10–12] |
| Vice (1–3) Jul 2015   | Vice (1–3) Jul 2015   | Brasil Tennis Cup Florianópolis, Brasil           | WTA International saibro         | María Irigoyen      | Annika Beck Laura Siegemund           | 3–6, 16–7         |
| Vice (1–2) Ago 2014   | Vice (1–2) Ago 2014   | Bank of the West Classic Stanford, Estados Unidos | WTA Premier duro                 | Kateřina Siniaková  | Garbiñe Muguruza Carla Suárez Navarro | 2–6, 6–4, [5–10]  |
| Vice (1–1) Jul 2014   | Vice (1–1) Jul 2014   | TEB BNP Paribas Istanbul Cup Istambul, Turquia    | WTA International duro           | Oksana Kalashnikova | Misaki Doi Elina Svitolina            | 4–6, 0–6          |
| Campeã (1–0) Set 2012 | Campeã (1–0) Set 2012 | Tashkent Open Tashkent, Uzbequistão               | WTA International duro           | Polina Pekhova      | Anna Chakvetade Vesna Dolonc          | 6–2, ab.          |